# Clinton Woods
Clinton Woods est un boxeur anglais né le 1er mai 1972 à Sheffield.

## Carrière
Champion d'Angleterre puis d'Europe EBU des mi-lourds en 1999, il perd un premier combat de championnat du monde face à l'Américain Roy Jones Jr. le 7 septembre 2002 (arrêt de l'arbitre au 6e round) mais remporte le titre IBF de la catégorie à sa 4e tentative le 4 mars 2005 aux dépens de Rico Hoye. Woods défend 4 fois sa ceinture puis s'incline aux points contre Antonio Tarver le 12 avril 2008.